# Pryszyb (obwód doniecki)
Pryszyb (ukr. Пришиб) – wieś na Ukrainie, w obwodzie donieckim, w rejonie kramatorskim. W 2001 liczyła 75 mieszkańców.